# Sociedade Missionária da Boa Nova
A Sociedade Missionária da Boa Nova, também conhecida como Sociedade Missionária Portuguesa (em latim: Societas Lusitano pro Missionibus) é uma sociedade de vida apostólica de clérigos e leigos fundada em 3 de outubro de 1930, pelo Papa Pio XI. Seus membros utilizam como pós-nome a sigla S.M.P.

## História
A Sociedade Missionária da Boa Nova foi fundada pela Santa Sé com intervenção direta e pessoal do Papa Pio XI, tendo em vista o esforço missionário da Igreja em Portugal, sobretudo através dos Colégios das Missões que formavam padres diocesanos para se dedicarem alguns anos à atividade missionária, porém, com algumas lacunas na organização e na orientação do trabalho dos missionários e no amparo depois na velhice.
Alguns dos missionários mais antigos começaram a fomentar a ideia da criação de uma Sociedade Missionária como algumas que já existiam noutros países. Assim, o Papa Pio XI erigia-a canonicamente em 3 de outubro de 1930. No início, os seus membros eram apenas missionários de origem portuguesa. Nos últimos anos a Sociedade Missionaria tornou-se internacional, passando a admitir membros dos países onde trabalham os seus missionários.
Em 1930, O Papa Pio XI nomeou Dom João Evangelista de Lima Vidal, Bispo de Vila Real e antigo Bispo de Angola e Congo, como primeiro Superior Geral da erigida Sociedade Portuguesa das Missões Católicas Ultramarinas. Com a carta de nomeação, vinham prontas e aprovadas as Constituições da nova Sociedade, impressas na própria Tipografia Vaticana. Colégios das Missões transformavam-se na Sociedade Missionária, uma organização de padres e irmãos leigos consagrados por toda a vida às missões, e a viver em comunidade, quer em Portugal quer nos campos de missão.
Em 24 de outubro de 1932, por meio da carta apostólica Suavi Sane, foi aprovada pela Santa Sé. Em 26 de outubro do mesmo ano, cinco jovens inauguravam, com o seu juramento, a Sociedade Missionária das Missões Católicas Ultramarinas. Em 13 de março de 1937, rumavam para Moçambique os primeiros cinco missionários (2 padres e três irmãos) e em 28 de maio de 1938, seguiam mais quatro.
Em 1970, o primeiro grupo de três missionários parte para o Brasil e outro para Luanda. Os missionários da Sociedade chegaram à Zâmbia em julho de 1980 e ao Japão em 1998.
Na Assembleia Geral de 1999, a Sociedade tomou o nome da Sociedade Missionária da Boa Nova. O nome Boa Nova já estava muito ligado à Sociedade. A revista "Boa Nova" de grande circulação nacional pertencia à Sociedade. O seu Seminário Maior, em Valadares, Portugal, tinha o nome de Boa Nova; uma associação de leigas missionárias ligadas à Sociedade e por estas fundadas tinha o nome de "Missionárias da Boa Nova" e o povo, primeiro em Angola e Brasil e, depois, em Portugal, começaram a olhar para os missionários como os mensageiros da Boa Nova de Jesus Cristo.
A 18 de julho de 2024, foi agraciada com o grau de Membro-Honorário da Ordem do Mérito, de Portugal.

## Atuação
O objetivo da Sociedade é a evangelização e a fundação da Igreja nos povos ou grupos humanos em que ainda não está suficientemente radicada, vivendo os seus membros em comunidades ao serviço das Igrejas locais. Por exigência da sua vocação específica, da sua inspiração inicial e da sua prática apostólica, a Sociedade consagra-se à evangelização e pastoral missionária, optando por situações de primeiro anúncio e pela colaboração com as igrejas mais necessitadas, em povos de outras culturas.
Os missionários realizam seu apostolado em Portugal, Moçambique, Angola, Brasil, Zâmbia e Japão.
Seu atual Superior geral é o padre Adelino Ascenso.